# Йойстюр-Бардащрандар
Йойстюр-Бардащрандар (на исландски: Austur-Barðastrandarsýsla) е сисла, намираща се в северозападна Исландия. В Йойстюр-Бардащрандар се намира най-западната точка на Исландия и на Европа Бяргтангар.